# 徳永富彦
徳永 富彦（とくなが とみひこ）は、日本の脚本家、漫画原作者。滋賀県出身。早稲田大学卒業。

## 概要
「相棒」シリーズにseason7から参加。生みの親の1人である輿水泰弘以外で歴代の相棒（亀山薫、神戸尊、甲斐享、冠城亘）全員を執筆した経験のある唯一の人物である。

## 作品

### テレビドラマ
- 相棒シリーズ (2008年-、テレビ朝日)
  - season7（2008-2009年） #3,#10,#16
  - season8（2009-2010年） #5,#8,#17
  - season9（2010-2011年） #7,#14
  - season10（2011-2012年） #7,#14
  - season11（2012-2013年） #6,#13
  - season12（2013年） #6
  - season13（2014年） #4,#11
  - season14（2015年） #5,#17・#6（プロット協力）
  - season15（2016年） #7
  - season16（2017-2018年） #7,#19
  - season17（2019年） #17
  - season18（2020年） #14,#15
  - season19（2021年） #12
  - season20（2022年） #16
  - season21（2023年）#19
  - season22（2024年）#12
  - season23（2024年）#1,#2,#15
- 警視庁捜査一課9係シリーズ（2009-2017年、テレビ朝日）
  - 新・警視庁捜査一課9係　(2009年) #3,9
  - 新・警視庁捜査一課9係season2 (2010年) #4,#10
  - 新・警視庁捜査一課9係season3 (2011年) #11
  - 警視庁捜査一課9係 season7（2012年） #5
  - 警視庁捜査一課9係 season8（2013年）#3,#9
  - 警視庁捜査一課9係 season9（2014年） #7
  - 警視庁捜査一課9係 season10（2015年）#8
  - 警視庁捜査一課9係 season11（2016年）#8,#10
  - 警視庁捜査一課9係 season12（2017年）#8
- 特捜9（2018年-2025年、テレビ朝日）
  - Season1（2018年） #9
  - Season2（2019年） #1,#11（最終話）
  - Season3（2020年） #1,#9,#10（最終話）
  - Season4（2021年） #1,#3,#13（最終話） ※#3は金丸哲也と共同脚本
  - Season5（2022年） #1,#12（最終話）
  - Season6（2023年） #8
  - Season7（2024年)  #1,#9,#10（最終話）
  - final season（2025年）#1,#10（最終話） ※#10は川﨑龍太と共同脚本
- おみやさんシリーズ（2011年-2013年、テレビ朝日）
  - 第8弾（2011年） #9 後編
  - 第9弾（2013年） #9
- 遺留捜査シリーズ（2011年-、テレビ朝日)
  - 第1シリーズ（2011年） #9
  - 第5シリーズ（2018年） #7
- TEAM -警視庁特別犯罪捜査本部-（2014年、テレビ朝日） #5
- 天使と悪魔-未解決事件匿名交渉課-（2015年、テレビ朝日） #5
- 最強のふたり〜京都府警 特別捜査班〜 （2015年、テレビ朝日） #7
- 刑事7人（2015年-、テレビ朝日）
  - 第1シリーズ（2015年） #8
  - 第2シリーズ（2016年） #9（最終話）
  - 第3シリーズ（2017年） #4,#8
  - 第4シリーズ（2018年） #9
  - 第5シリーズ（2019年） #9
  - 第6シリーズ（2020年） #7
  - 第7シリーズ（2021年） #7
  - 第8シリーズ（2022年） #7
  - 第9シリーズ（2023年） #6,#7
- ヒガンバナ〜警視庁捜査七課〜（2016年、日本テレビ） #1
- dele（2018年、テレビ朝日） #7
- べしゃり暮らし（2019年、テレビ朝日）脚色　全話担当・企画協力
- タリオ 復讐代行の2人（2020年、NHK総合） #6
- 魔進戦隊キラメイジャー（2021年、テレビ朝日）#40

### WEBドラマ
- 相棒 sideA/sideB 脚本（2024年）
- 相棒 side X 脚本（2024年）

### ネットシネマ
- 探偵事務所5 Another Story 1st Season 11話分担当　脚本
- 探偵事務所5 Another Story 2nd Season 7話分担当　脚本

### 映画
- THE CODE/暗号 脚本(2009年)

### 漫画
- 探偵事務所5 作（画 桐木憲一）
- アカポリ 作 （画 こしばてつや）
- エリート!! 〜Expert Latitudinous Investigation Team〜 協力（作画新條まゆ）
- REAL FACE 原案（画 はやかわともこ）

### 舞台（原作）
- 「元カレ」（和田琢磨、安川純平、高垣彩陽、秋元龍太郎）立行会ホール（2015年6月）

### テレビゲーム
- ドラゴンクエストヒーローズII 双子の王と予言の終わり ストーリー原案（2016年5月）

### 書籍
- 相棒シナリオ傑作選2 season2 - season9（2011年12月21日発売、竹書房）ISBN 978-4-8124-4775-8 - 「相棒 season8 第17話「怪しい隣人」決定稿収録。